# Jamina (koalicja)
Jamina (hebr. יָמִינָה, dosł. Na prawo), do 12 lipca 2019 roku jako Zjednoczona Prawica (hebr. הימין המאוחד, Ha-Jamin ha-Meuchad) – izraelska lista wyborcza i partia składająca się początkowo Unii Partii Prawicowych (Żydowski Dom i Unia Narodowa-Tekuma) i Nowej Prawicy, która powstała 29 lipca 2019 roku w celu zjednoczenia narodowo-religijnych partii do wrześniowych wyborów w 2019 roku. Od lipca 2020 roku koalicja funkcjonuje bez Żydowskiego Domu, a od lutego 2021 roku również bez Unii Narodowej.

## Powstanie

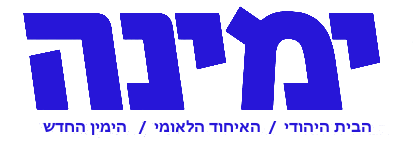
Logo partii, kiedy częścią Jaminy były Żydowski Dom i Unia Narodowa

9 lipca 2019 roku przewodniczący Żydowskiego Domu – Rafi Perec – i przewodniczący Unii Narodowej-Tkumy – Becalel Smotricz – spotkali się w celu podpisania porozumienia o wspólnym starcie w powtórzonych wyborach rozpisanych na wrzesień 2019 roku. Jednocześnie oboje wezwali liderów Żydowskiej Siły i Nowej Prawicy do rozpoczęcia rozmów koalicyjnych. Od tego czasu dochodziło do szeregu spotkań w celu negocjacji ewentualnego połączenia się na liście wyborczej. Powodem braku sukcesów były ambicje liderów poszczególnych partii. Perec nie chciał zrezygnować z przewodzenia Unii Partii Prawicowych i nie chciał zaakceptować świeckiej kobiety na czele listy. 21 lipca Ajjelet Szaked została przewodniczącą Nowej Prawicy i rozpoczęła działania w celu zjednoczenia partii narodowo-religijnych na jednej liście wyborczej pod jej przewodnictwem. 29 lipca doszło ostatecznie do podpisania porozumienia pomiędzy Unią Partii Prawicowych i Nową Prawicą. Perec zdecydował się oddać przewodnictwo na liście Szaked, która cieszy się większym poparciem w sondażach. Szaked oznajmiła, że Zjednoczona Prawica będzie otwarta na kolejne partie, w tym na Żydowską Siłę i Zehut Moszego Feiglina. Bennett uznał wspólną listę za blok techniczny na czas wyborów, po no ich partie rozdzielą się. 31 lipca Feiglin ogłosił, że jego partia wystartuje samodzielnie. Z kolei Żydowska Siła postanowiła utworzyć wspólną listę z partią No’am, która powstała ze środowisk jesziwy Har ha-Mor. Itamar Ben-Gewir oznajmił, że Zjednoczona Prawica nie chciała przystać na ich warunki. Oskarżył Szaked, Pereca i Smotricza o chęć wykorzystania Żydowskiej Siły do zdobycia większej ilości głosów bez korzyści dla jej polityków.
12 sierpnia w Ramat Ganie miała miejsce konferencja rozpoczynająca kampanię wyborczą partii pod nazwą Jamina. Nazwa ta ma symbolizować ideologiczne położenie partii na prawo od Likudu. W trakcie spotkania członkowie opowiedzieli się za prawodawstwem zabezpieczającym osadnictwo i żydowski charakter państwa, wyrazili sprzeciw wobec jakiegokolwiek ustępstwa terytorialnego na rzecz Palestyńczyków, opowiedzieli się za konserwatywnymi wartościami.

## Historia

### Wybory we wrześniu 2019 roku
30 lipca pojawiło się pierwsze dziesięć miejsc na wspólnej liście wyborczej:
| 1. Ajjelet Szaked (Nowa Prawica) 2. Rafi Perec (Unia Partii Prawicowych-Żydowski Dom) 3. Becalel Smotricz (Unia Partii Prawicowych-Unia Narodowa) 4. Naftali Bennett (Nowa Prawica) 5. Moti Jogew (Unia Partii Prawicowych-Żydowski Dom) 6. Ofir Sofer (Unia Partii Prawicowych-Unia Narodowa) 7. Matan Kahana (Nowa Prawica) 8. Idit Silman (Unia Partii Prawicowych-Żydowski Dom) 9. Roni Sasower (Nowa Prawica) 10. Orit Struk (Unia Partii Prawicowych-Unia Narodowa) 11. Szaj Mimun (Nowa Prawica) 12. Szuli Mu’alem (Nowa Prawica) 13. Eli Ben-Dahan (Unia Partii Prawicowych-Żydowski Dom) 14. Josi Kohen (Unia Partii Prawicowych-Unia Narodowa) 15. Szirli Pinto (Nowa Prawica) 16. Dawid Ben Cijjon (Unia Partii Prawicowych-Żydowski Dom) 17. Kalfon Jom Tow (Nowa Prawica) 18. Elijahu Amichaj (Unia Partii Prawicowych-Unia Narodowa) 19. Mosze Peled (Nowa Prawica) 20. Mirjam Aberdżil (Unia Partii Prawicowych-Żydowski Dom) |

21 sierpnia w osiedlu Elkana na Zachodnim Brzegu Jamina zaprezentowała swój plan związany z rynkiem mieszkaniowym. W celu obniżenia cen mieszkań dla Izraelczyków politycy obiecali tzw. odmrożenie ziemi państwowej pod zabudowę (ok. 35 000 akrów, ok. 141,6 km²). Według wyliczeń pozwoliłoby to na zbudowanie ponad 100 000 mieszkań i obniżyłoby cenę za jedno mieszkanie do 950 000 szekli (dla porównania w obszarze Gusz Dan cena ta wynosi 1,7 mln szekli). Założono, że wykonanie wszystkich założeń trzeba by rozłożyć na 5 lat, a każdego roku budowane byłoby 22 000 mieszkań. Plan ten pozwoliłby na zasiedlenie Samarii przez ponad pół miliona Izraelczyków.
Ostatecznie partia otrzymała 260 655 głosów (5,87%), co dało jej 7 posłów (Żydowski Dom: Rafi Perec, Moti Jogew; Unia Narodowa: Becalel Smotricz, Ofir Sofer; Nowa Prawica: Ajjelet Szaked, Naftali Bennett, Matan Kahane).
Po wyborach, zgodnie z obietnicą, politycy wspólnej listy zadecydowali o podziale na dwie partie: Nową Prawicę i Żydowski Dom-Unię Narodową (Unia Partii Prawicowych). Szaked zapowiedziała, że pomimo podziału rozmowy koalicyjne będą prowadzić jako jeden blok religijnego syjonizmu. 10 października podczas prac Komisji Porządkowej Knesetu zapadła ostateczna decyzja o podziale.

### Wybory w marcu 2020 roku
20 grudnia 2019 roku liderzy Żydowskiego Domu i Żydowskiej Siły ogłosili utworzenie wspólnej listy wyborczej do wyborów w marcu 2020 roku. Decyzja ta została skrytykowana przez Unię Narodową, która nie została uwzględniona w negocjacjach. Nowa lista otrzymała nazwę Zjednoczony Żydowski Dom. Jednak pod wpływem silnej krytyki ze strony swojej partii i nacisków ze strony Nowej Prawicy i Unii Narodowej Rafi Perec postanowił zerwać umowę wyborczą z Żydowską Siłą i przystąpił do Jaminy.
Po ogłoszeniu planu pokojowego przez Donalda Trumpa Naftali Bennett zaczął naciskać na Netanjahu, aby ten jak najszybciej dokonał aneksji Zachodniego Brzegu.
W lutym 2020 roku w porozumieniu z ortodoksyjnymi Szasem i Zjednoczonym Judaizmem Tory Jamina podpisała list intencyjny, w którym wyraziła poparcie dla Benjamina Netanjahu, jeśli ten będzie ubiegał się o stanowisko premiera po marcowych wyborach.
W lipcu 2020 roku doszło do oficjalnego wystąpienia Żydowskiego Domu z Jaminy. Perec postanowił być częścią rządu jedności narodowej Natanjahu i Ganca oraz pozostać ministrem Jerozolimy i dziedzictwa narodowego.

## Wyniki wyborcze
| Wybory   | Liczba mandatów | Liczba głosów | Procent głosów | Uwagi                                           |
| -------- | --------------- | ------------- | -------------- | ----------------------------------------------- |
| IX 2019  | 7               | 260 255       | 5,87%          | Po wyborach lista podzieliła się na dwie partie |
| III 2020 | 6               | 240 590       | 5,24%          |                                                 |
| III 2021 | 7               | 273 836       | 6,21%          |                                                 |